# 203773 Magyarics
203773 Magyarics este un asteroid din centura principală de asteroizi.

## Descriere
203773 Magyarics este un asteroid din centura principală de asteroizi. A fost descoperit pe 14 septembrie 2002 la Observatorul Palomar în cadrul programului NEAT. Asteroidul prezintă o orbită caracterizată de o semiaxă mare de 3,01 ua, o excentricitate de 0,07 și o înclinație de 0,9° în raport cu ecliptica.